# Thalaina selenaea
Thalaina selenaea là một loài bướm đêm trong họ Geometridae.

## Hình ảnh

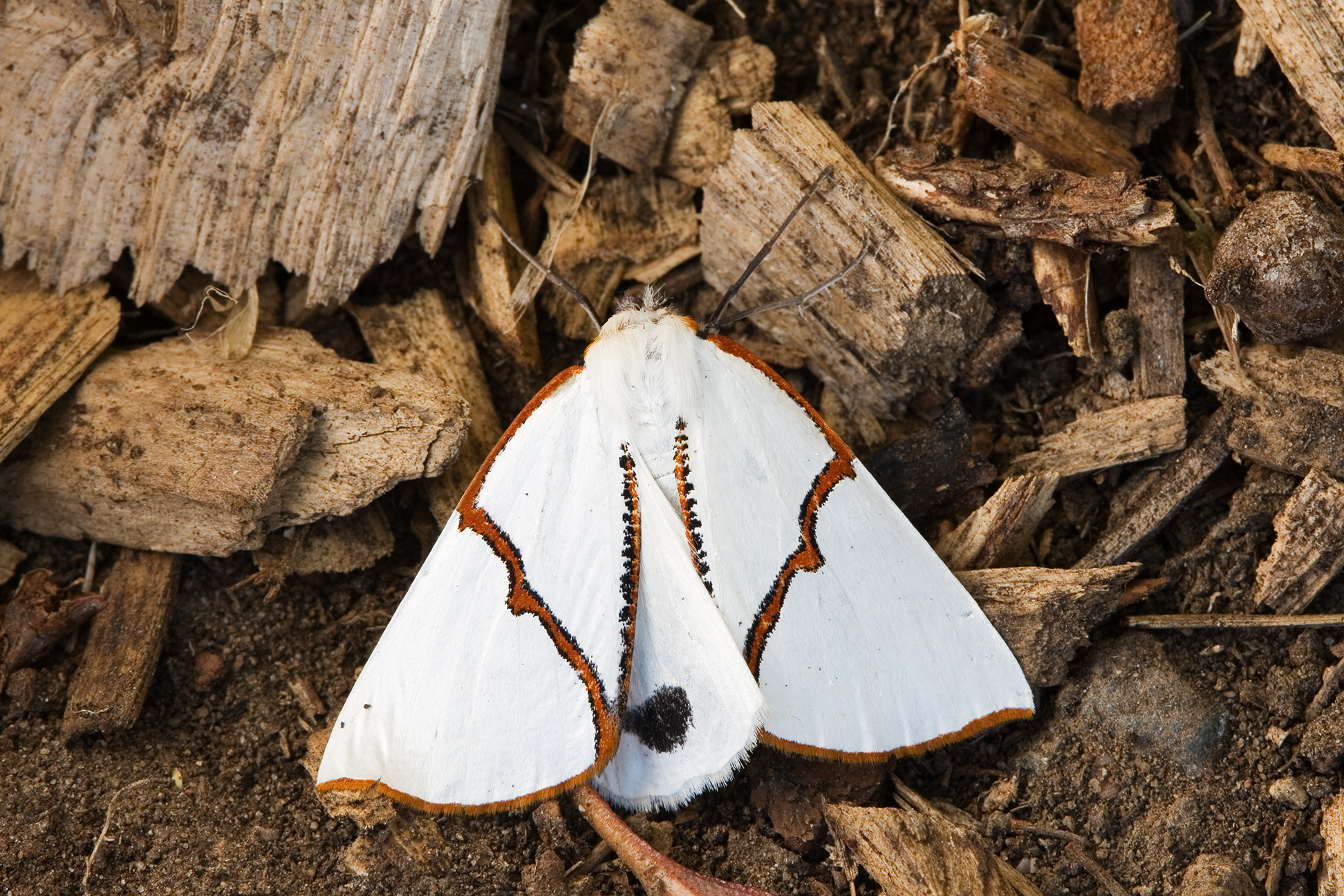
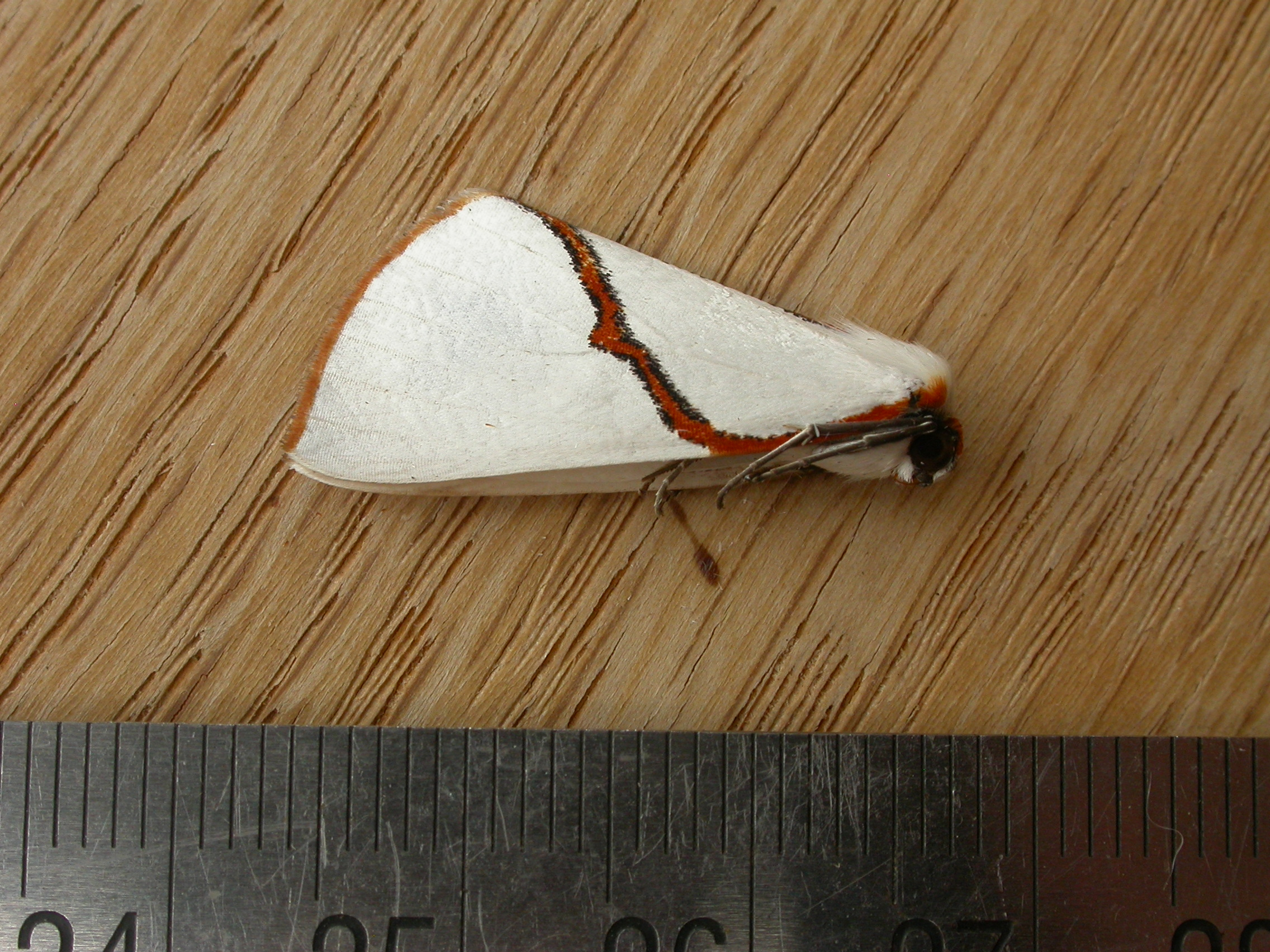
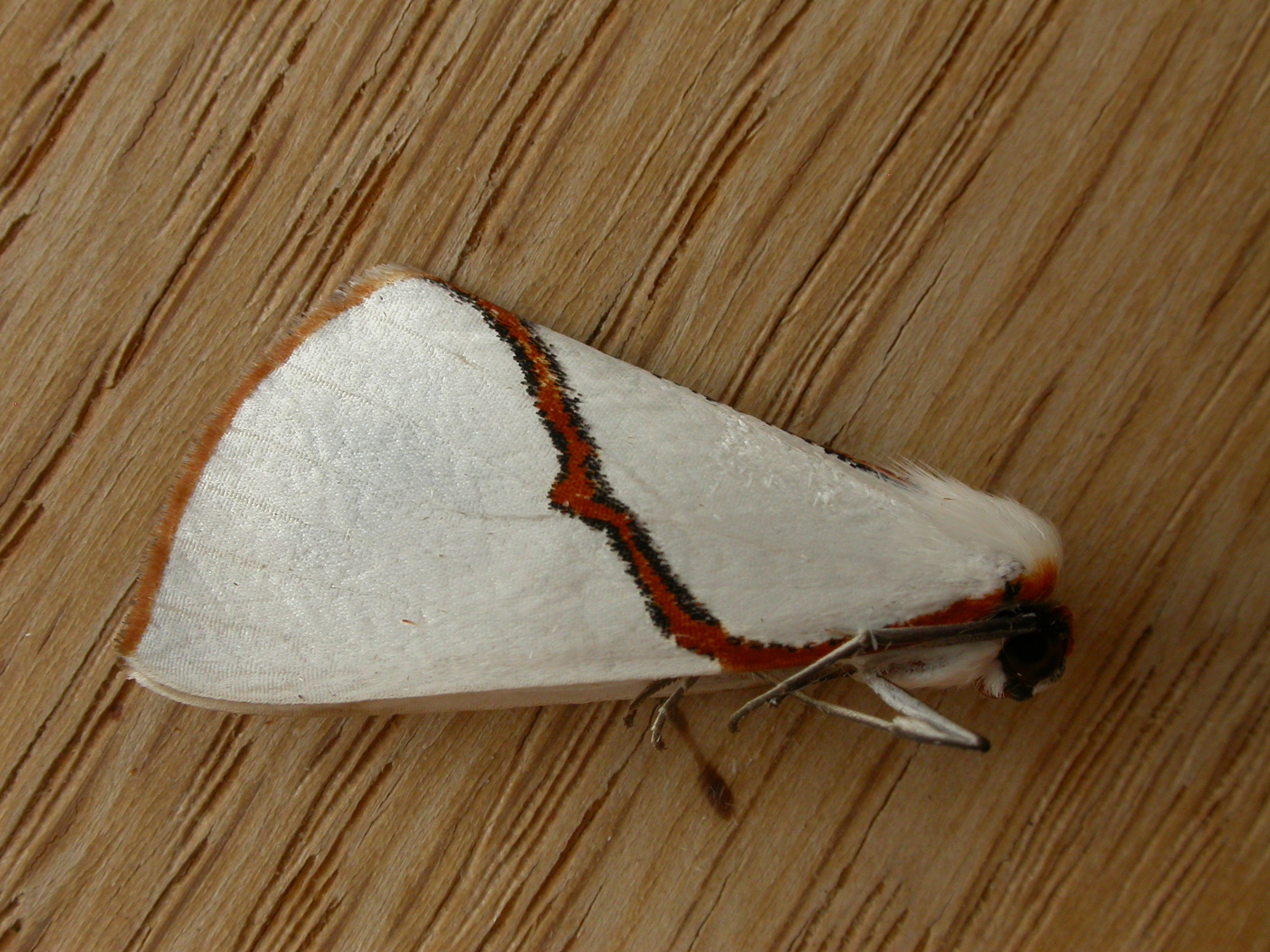
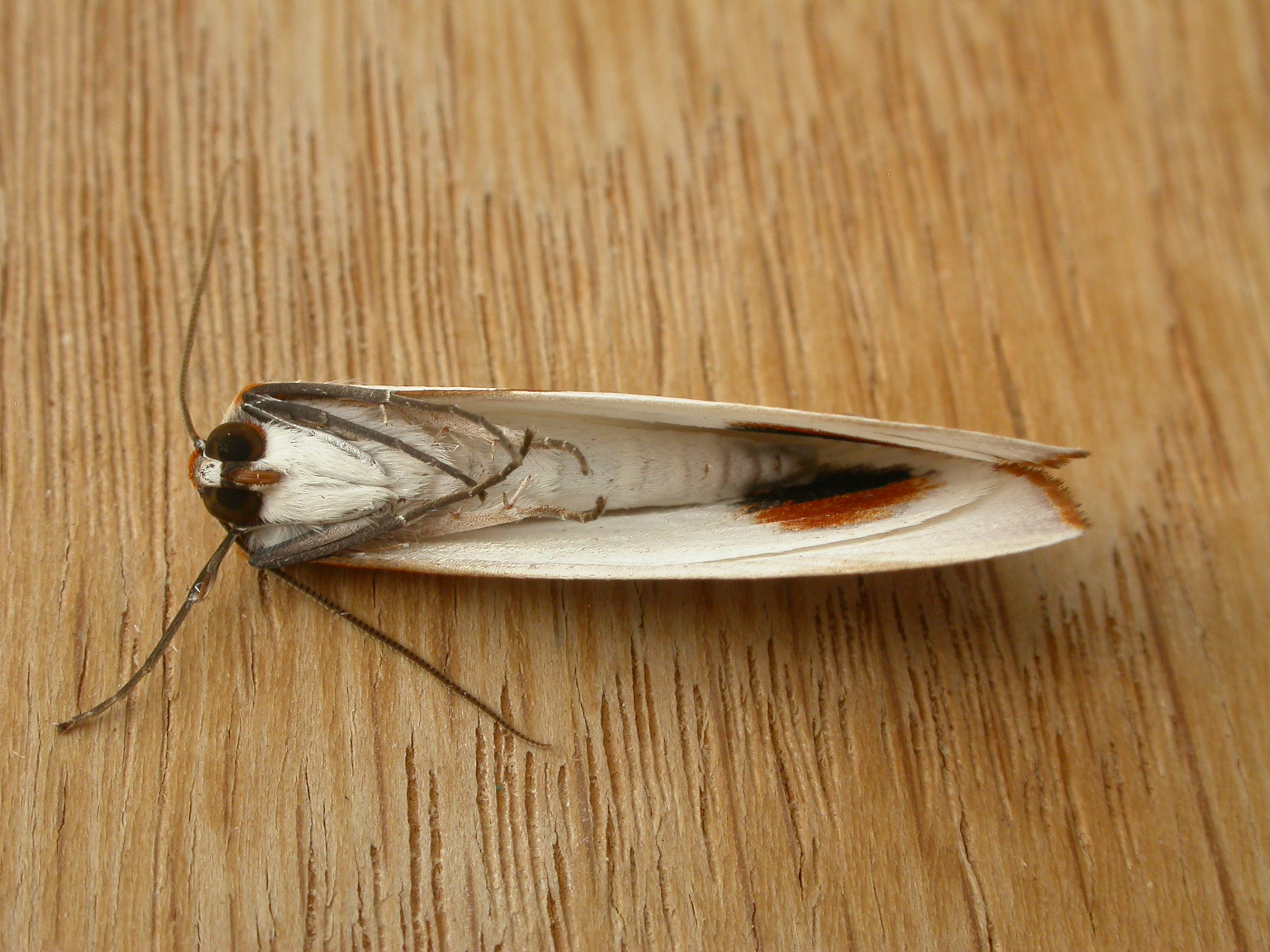